# زنبورهراسی
زنبورهراسی یا ترس از زنبورها (یا ترس از گزش زنبور) که از نظر فنی به عنوان ملیسوفوبیا (به انگلیسی: melissophobia) و همچنین به عنوان آپی‌فوبیا (به انگلیسی: apiphobia) شناخته می‌شود، یکی از ترس‌های رایج در بین مردم و نوعی فوبیای خاص است.
بیشتر مردم، دوستان یا اعضای خانوادهٔ آنها توسط زنبور نیش زده شده‌اند. یک کودک ممکن است با پا گذاشتن برروی یک زنبور عسل در حالی که بیرون بازی می‌کند قربانی شود. نیش زنبور می‌تواند بسیار دردناک باشد و در برخی افراد منجر به تورم می‌شود که ممکن است چند روز طول بکشد و همچنین می‌تواند واکنش‌های آلرژیک مانند آنافیلاکسی را تحریک کند، بنابراین ایجاد ترس و نفرت از زنبورها کاملاً طبیعی است.
ترس معمولی (غیر هراسی) از زنبورهای عسل در بزرگسالان به‌طور کلی با عدم آگاهی همراه است. عموم مردم نمی‌دانند که زنبورها برای دفاع از کندوی خود یا در صورت له شدن تصادفی، حمله می‌کنند. زنبورهای گاه به گاه در مزرعه هیچ خطری ندارند. علاوه بر این، اکثر نیش حشرات در ایالات متحده به زنبورهای جلیقه‌زرد نسبت داده می‌شود که اغلب با زنبور عسل اشتباه گرفته می‌شوند.
ترس بی‌دلیل از زنبورها در انسان نیز ممکن است تأثیر مخربی بر بوم‌شناسی داشته باشد. زنبورها گرده افشان‌های مهمی هستند و هنگامی که مردم با ترس خود کلنی‌های زنبورها را نابود می‌کنند، به آسیب‌های محیطی کمک می‌کنند و همچنین ممکن است عامل ناپدید شدن زنبورها باشند.